# Time for Action: The Anthology
Time for Action: The Anthology è il primo, ed unico greatest hits nella carriera dei Secret Affair.
È diviso in due dischi, e contiene 41 brani (22 nel primo e 19 nel secondo) compresi tra i singoli pubblicati, b-sides, versioni americane, e live della band.
Sono presenti, inoltre, alcuni demo inediti della band quando ancora si chiamava New Hearts, tra cui l'apparizione alla BBC session.

## Tracce

### CD 1
1. Just Another Teenage Anthem - 1:58
2. Plain Jane - 2:53
3. Love's Just a Word (demo) - 3:02
4. Blood on the Knife - 2:01
5. Only a Fool (demo) - 3:42
6. Seen That Movie Too (demo) - 3:32
7. Don't Look Down (demo) - 2:33
8. Only Madmen Laugh (demo) - 3:54
9. Sunday Girls (demo) - 2:10
10. Glory Boys (demo) - 3:14
11. New Dance (live at Mods Mayday) - 4:31
12. I'm Not Free but I'm Cheap (BBC session) - 5:41
13. Going to a Go-go (BBC session) - 2:31
14. Time for Action (US remix) - 2:38
15. Soho Strut - 3:38
16. Get Ready (BBC session) - 3:03
17. Let Your Heart Dance (US remix) - 2:53
18. Sorry Wrong Number - 5:21
19. One Way World (US remix) - 3:22
20. Trendsetters Ball (demo) - 3:02
21. Five by Five (demo) - 3:25
22. Through My Eyes (demo) - 2:38

### CD2
1. My World (US remix) - 3:48
2. So Cool - 3:05
3. Sound of Confusion - 3:00
4. Take It or Leave It - 2:24
5. What Did You Expect - 5:06
6. When the Show Is Over - 3:55
7. Streetlife Parade - 5:41
8. Do You Know? - 3:57
9. Follow the Leader (demo) - 2:55
10. Lost in the Night - 3:35
11. Hide and Seek (demo) - 3:04
12. Three Wise Monkeys (demo) - 3:07
13. One Day in Your Life - 4:16
14. Dancemaster (demo) - 3:06
15. Big Beat (demo) - 2:38
16. I Could Be You (BBC session) - 2:34
17. Somewhere in the City (demo) - 3:05
18. Land of Hope - 4:15
19. Soul Foundation - 3:17